# Patrick Hadley
Patrick Hadley (Cambridge, 5 maart 1899 - King's Lynn, 17 december 1973) is een Brits componist.
Hadley is geboren en getogen in Cambridge. Zijn vader was verbonden (master) aan de Cambridge University en Hadley volgde daar ook zijn muziekopleiding, maar ook aan Westminster College. Later vervolgde hij zijn lessen aan het Royal College of Music in Londen. In 1925 trad hij toe tot de staf van het RCM; van 1946 tot 1962 gaf hij les aan de universiteit waar hij ook begon.
Gezien zijn opleiding werd hij gezien als een academische componist, maar zijn muziek spreekt een andere taal; gevoelig, romantisch, maar wel afwijkend van de toen als modern geldende stromingen. Aangezien hij meestentijds les gaf, heeft hij maar enkele composities opgeleverd. Hij hoefde niet te leven van die composities en timmerde dus als componist weinig aan de wer.

## Muziek
Hij schreef voornamelijk muziek voor koor, solisten en orkest. Zijn muziek is natuurlijk gebaseerd op de klassieken en romantici, maar ook invloeden van Benjamin Britten en Ralph Vaughan Williams zijn hoorbaar. Daarnaast was hij dol op opera, met name die van Richard Wagner (Tristan und Isolde). Hij was trots op zijn Ierse afkomst, maar dat stond zijn liefde voor Engeland en met name haar volksliedjes niet in de weg.

## Oeuvre (selectief)
- Muziek bij Antigone van Sophocles (1931)
- The Trees so High (1931)
- La Belle Dame sans merci; voor tenor, koor en orkest (tekst John Keats
- My Beloved Spake (Song of Solomon); voor koor en orkest
- Hills; een cantate voor sopraan, tenor, bas, koor en orkest (1946)
- Connemara; cantate
- Fen and Flood; cantate (muziek R Vaughan Williams)
- Travellers; een cantate
- Ephemera; voor solist en kamerorkest (tekst William Butler Yeats)
- Mariana; voor solis en kamerorkest
- Een strijkkwartet
- Fantasie voor twee violen en piano
- Liederen

## Bron
- Uitgave Lyrita en anderen

- Biblioteca Nacional de España: XX5194862
- Bibliothèque nationale de France: cb13945970t (data)
- Gemeinsame Normdatei: 121508668
- International Standard Name Identifier: 0000 0000 8101 5044
- Library of Congress Control Number: no90001049
- MusicBrainz: 6f64873c-f213-44a6-bc59-890c6bcac8a9
- Nationale Bibliotheek van Tsjechië: xx0148414
- Nationale bibliotheek van Australië: 42118031
- Nationale Bibliotheek van Israël: 987007345607805171
- Nederlandse Thesaurus van Auteursnamen: 317648489
- SNAC: w6rv0kvh
- Trove: 1259734
- Virtual International Authority File: 22333277
- WorldCat: E39PBJj4qCBbYMXPFg8jhmwQv3